# 瓦爾加

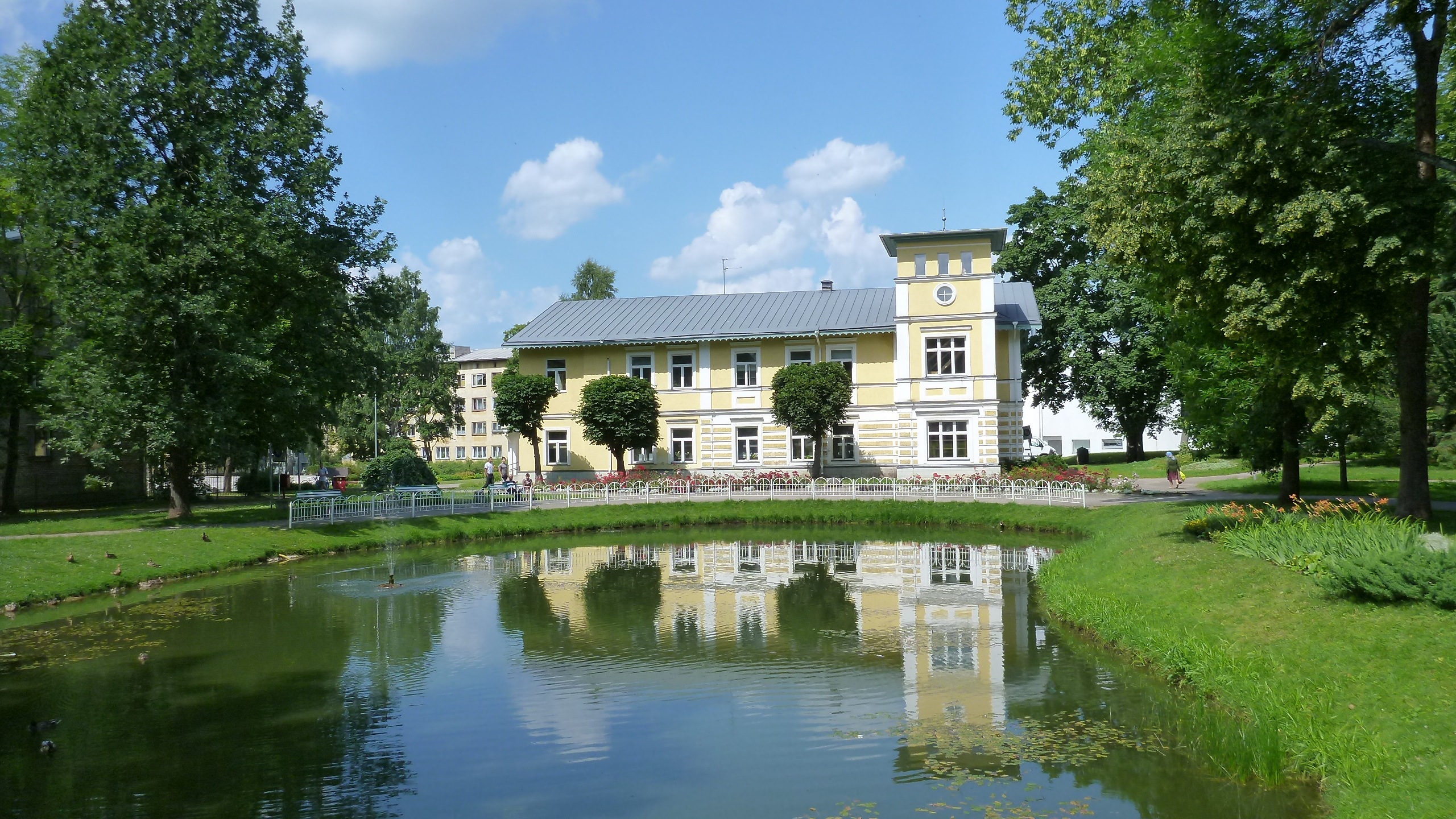
瓦尔加主图书馆

瓦爾加是愛沙尼亞瓦爾加縣瓦尔加市镇内的非独立市及其行政中心，也是的瓦尔加县首府，位於該國南部，毗鄰與拉脫維亞接壤的邊境，距離塔爾圖89公里，海拔高度65米，面積16.54平方公里，每年平均降雨量704毫米，人口14,153。
此城本來與接鄰的瓦爾卡屬同一城市，1918年愛沙尼亞和拉脫維亞獨立時被兩國瓜分，成為雙城。